# カロン (ねごとの曲)
「カロン」は、ねごとの楽曲。同グループ1枚目のシングルとして2011年3月2日にKi/oon Recordsから発売された。曲名の「カロン」は冥王星の衛星の名称に由来する。

## 解説
- 「カロン」は、au 「LISMO!」春のキャンペーン CMソング（2011年2月4日～）。しかし、約1ヶ月後に起きた東日本大震災の影響でオンエアは短期間で終わった。
- ライブにおいても披露された「カロン」、「彗星シロップ」を含む全3曲を収録。
- 初回仕様特典として、カラートレイ仕様にメンバーオリジナルデザインのメッセージプリントを封入(全4種中1種)。
- auのキャンペーンにおいて、当バンドと親交の深い世界の終わりの中島真一によってREMIX音源も制作された。
- 当曲を「高校生の頃のメンバーが作ったバンドの始まりの曲」と紹介した記事も書かれたが、間違い。

## 収録曲
1. カロン [3:22]
  - au「LISMO!」CMソング（2011年2月4日～）
2. 彗星シロップ [3:35]
3. フレンズ  [3:48]

作詞：蒼山幸子 (All songs)　
作曲：沙田瑞紀・蒼山幸子 (All songs)